# Shipibo-Conibos
 (mai 2015).

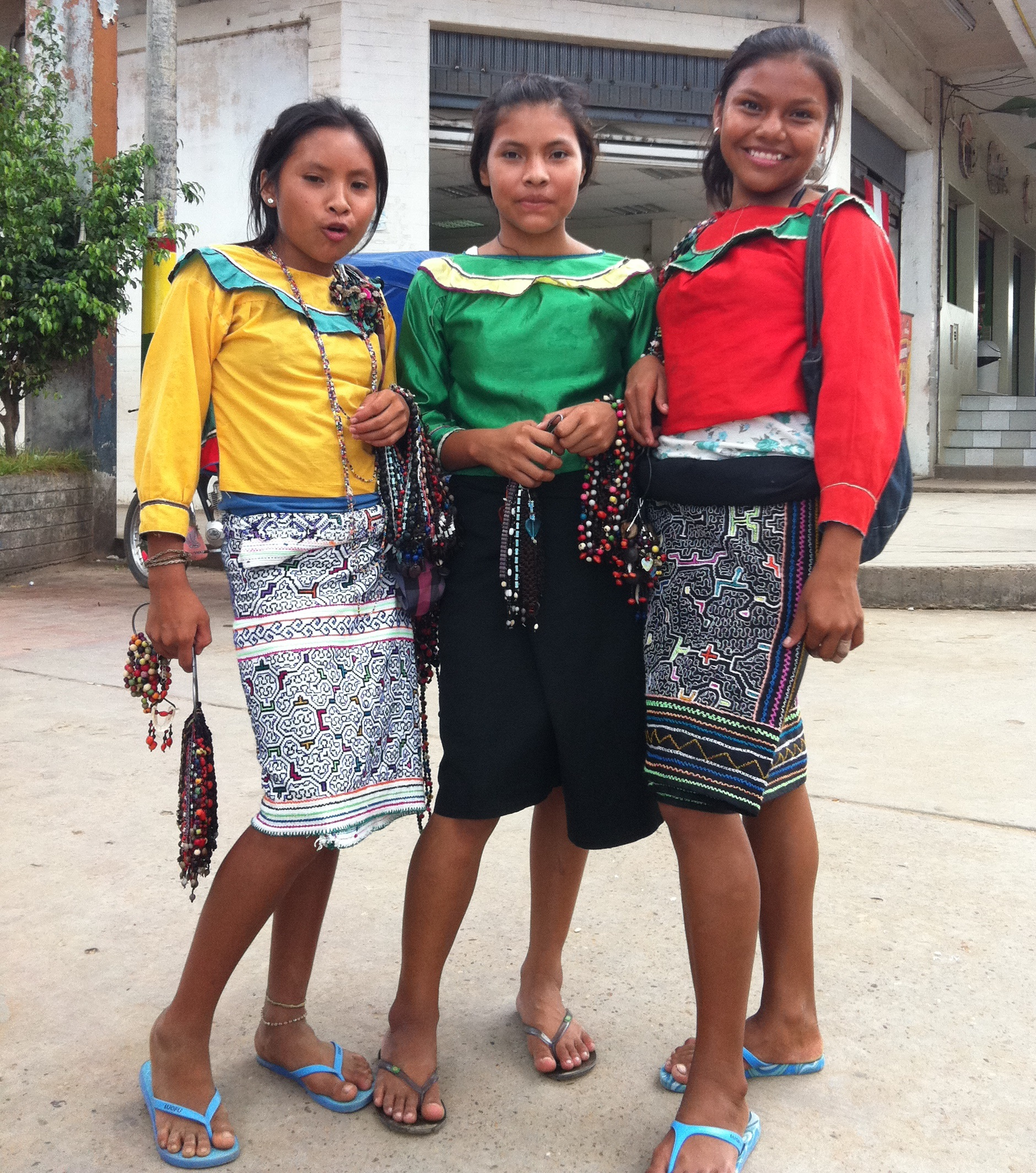
Jeunes femmes shipibo à Pucallpa

Les Shipibos-Conibos sont un peuple indigène d'Amazonie qui vit dans le département d'Ucayali et dans la partie méridionale du département de Loreto au Pérou.

## Population et langue
À l'origine, les Shipibos (nom issu du mot shipi/singe) et les Conibos (nom issu du mot coni/anguille) sont deux groupes ethniques distincts. Depuis le début du XXe siècle, ils forment le groupe uni Shipibo-Conibo, groupe ethnique pano le plus dense. Selon le recensement national de 2017 (INEI 2018), ils sont 34 152 en comptant la population établie dans les régions urbaines de Pucallpa et Yarinacocha. 
Au moins 600 familles auraient migré ces trente dernières années de leurs communautés vers ces centres urbains pour accéder à de meilleurs services au niveau de l'éducation et de la santé, ainsi que pour rechercher d'autres moyens de gagner leur vie. La plupart des autres vivent dans des villages dispersés sur une vaste zone de forêt vierge s'étendant du Brésil à l'Équateur.
La langue shipibo fait partie la famille des langues panoennes. C'est la sixième langue la plus parlée au Pérou.

## Mode de vie, tradition et alimentation

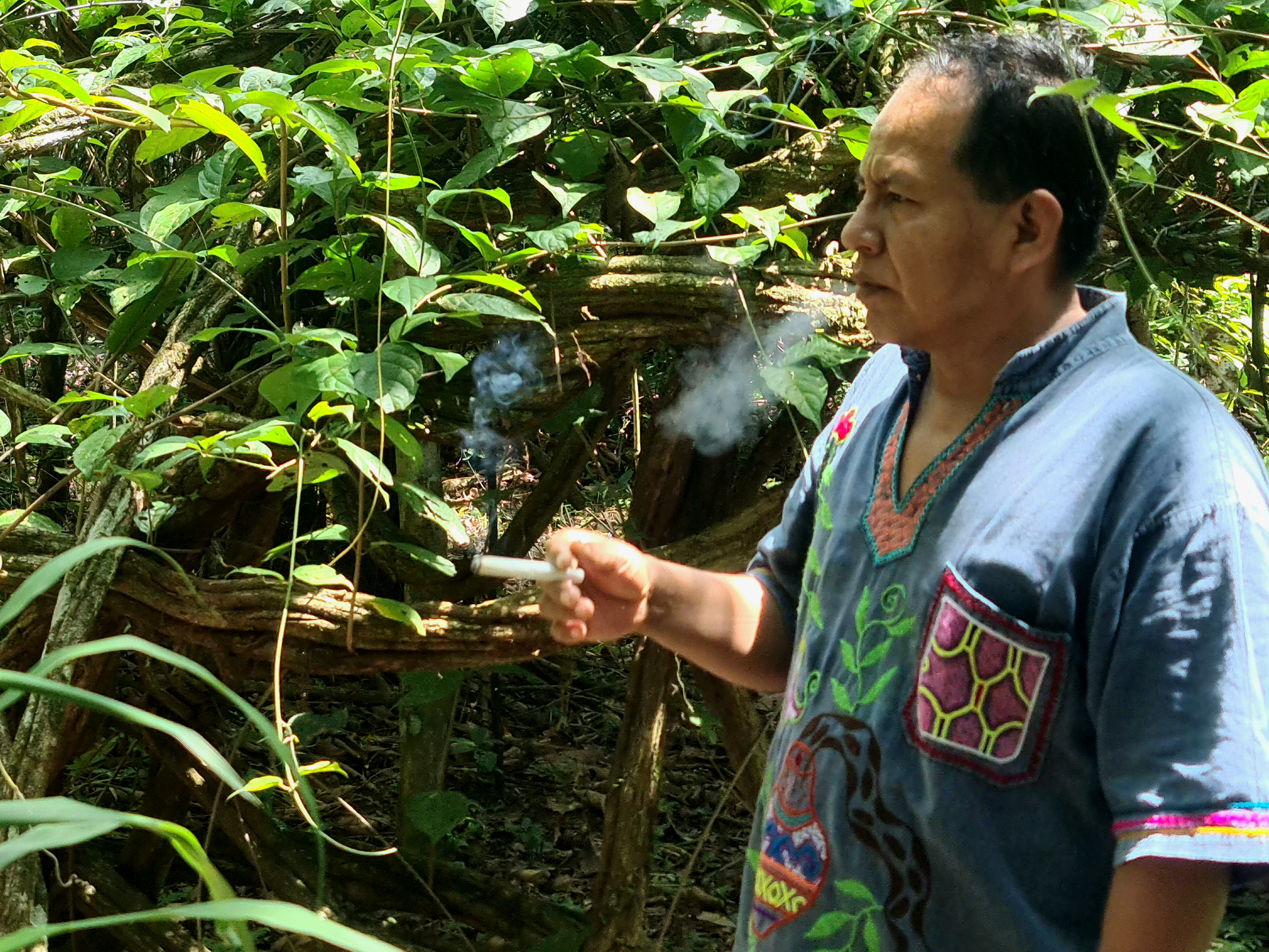
Chaman pratiquant la médecine de l'ayahuasca près d'Iquitos.

Les Shipibos-Conibos vivent dans la forêt amazonienne depuis des millénaires. Nombre de leurs traditions sont encore pratiquées, comme la médecine de l'ayahuasca ou la poterie. Ils pratiquent l'agriculture itinérante et vivent de l'élevage, de la chasse et de la pêche. 
Les chants médicaux chamaniques ont inspiré la tradition artistique et les motifs décoratifs que l'on retrouve à la base dessinés sur la peau puis sur les vêtements, les poteries, les outils et autres textiles. 
Les Shipibo-Conibo sont menacés par de fortes pressions extérieures, telles que la spéculation pétrolière, l'exploitation forestière, le narcotrafic et la conservation.

### Filmographie
- À l'écoute du peuple Shipibo-Conibo : chants et traditions d'Amazonie, film de Pierre Urban, Association Shane, La Rochelle, 2013, 2 DVD